# Каседа
Каседа (ісп. Cáseda) — муніципалітет в Іспанії, у складі автономної спільноти Наварра. Населення — 1039 осіб (2009).
Муніципалітет розташований на відстані близько 300 км на північний схід від Мадрида, 40 км на південний схід від Памплони.
На території муніципалітету розташовані такі населені пункти: (дані про населення за 2009 рік)
- Каседа: 1003 особи
- Сан-Ісідро-дель-Пінар: 36 осіб

## Демографія
Динаміка населення (INE ):

## Галерея зображень

Розташування муніципалітету